# Manejo florestal
Manejo florestal ou gestão florestal é um ramo da silvicultura que se preocupa com os aspectos administrativos, jurídicos, econômicos e sociais gerais, bem como com os aspectos científicos e técnicos da gestão florestal. Isto inclui o gerenciamento da madeira, estética, recreação, valores urbanos, água, vida selvagem, pesca interior e costeira, produtos de madeira, recursos fitogenéticos e outros valores de recursos florestais. Os objetivos de gestão podem ser de conservação, utilização ou uma mistura dos dois. As técnicas incluem extração de madeira, plantio e replantio de diferentes espécies, construção e manutenção de estradas e caminhos através das florestas e prevenção de incêndios.

## Definição
A floresta é um sistema natural que pode fornecer diversos produtos e serviços, como abastecimento de água, mitigação das mudanças climáticas, habitats para a vida selvagem, incluindo para muitos polinizadores que são essenciais para a produção sustentável de alimentos, fornecimento de madeira e lenha, fonte de produtos florestais não lenhosos, como alimentos e medicamentos, e contribuição para a subsistência rural.
O funcionamento deste sistema é influenciado pelo ambiente natural: clima, topografia, solo, etc., e também pela atividade humana, que constitui o manejo florestal.
Algumas florestas foram e são geridas para obter produtos florestais tradicionais, como lenha, fibra de papel e madeira, com pouca atenção a outros produtos e serviços. No entanto, como resultado da progressão da consciência ambiental, o manejo florestal para uso múltiplo está a tornar-se mais comum.

## Contribuição e conscientização do público

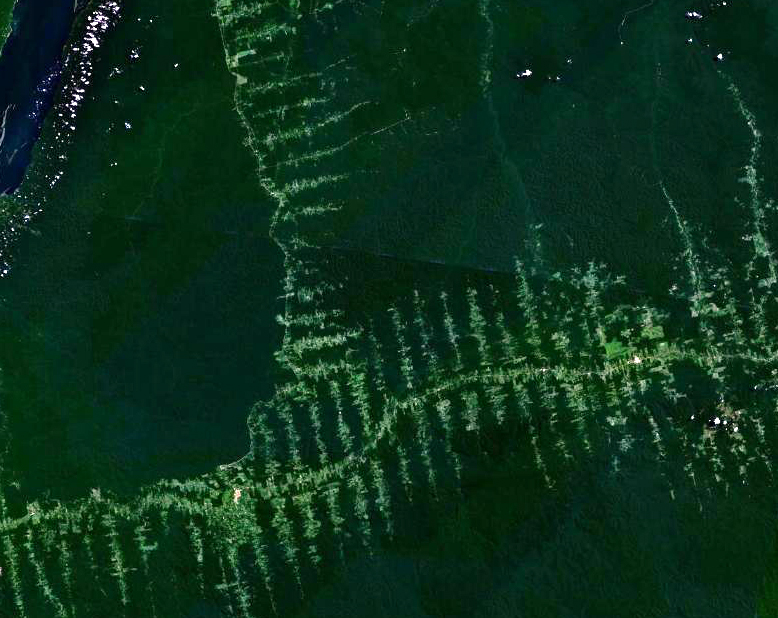
O desmatamento e o aumento da construção de estradas na Floresta Amazônica são uma preocupação significativa devido ao aumento da invasão humana em áreas selvagens, ao aumento da extração de recursos e a outras ameaças à biodiversidade.

A preocupação pública em relação ao manejo florestal pode ter mudado da extração de madeira para o desenvolvimento econômico para a manutenção do fluxo da gama de serviços ecossistêmicos fornecidos pelas florestas, como fornecimento de habitat para a vida selvagem, proteção da biodiversidade, gestão de bacias hidrográficas e oportunidades para recreação. O aumento da consciência ambiental pode contribuir para uma maior desconfiança pública nos profissionais de gestão florestal.
Muitas ferramentas como sensoriamento remoto, GIS e modelagem de fotogrametria foram desenvolvidas para melhorar o inventário florestal e o planejamento de manejo. Desde 1953, o volume de árvores em pé nos Estados Unidos aumentou 90% devido ao manejo florestal sustentável.

## Considerações sobre a vida selvagem
A abundância e diversidade de aves, mamíferos, anfíbios e outros animais selvagens são afetadas por estratégias e tipos de gestão florestal. As florestas são importantes porque fornecem alimento, espaço e água a essas espécies.
Aproximadamente 50 milhões de hectares (ou 24%) das terras florestais europeias estão protegidas para a biodiversidade e a proteção da paisagem. As florestas destinadas ao solo, à água e a outros serviços ecossistêmicos abrangem cerca de 72 milhões de hectares (32% da área florestal europeia). Mais de 90% das florestas do mundo regeneram-se organicamente e mais de metade são cobertas por planos de gestão florestal ou equivalentes.

## Intensidade de gestão
A gestão florestal varia em intensidade, desde uma situação natural de abandono até um regime altamente intensivo com intervenções silviculturais. A intensidade do manjeo florestal é geralmente aumentada para atingir critérios econômicos (aumento da produção de madeira, produtos florestais não-madeireiros, serviços ecossistêmicos) ou critérios ecológicos (recuperação de espécies, promoção de espécies raras, sequestro de carbono).

Proporção de área florestal com planos de manejo de longo prazo, por região, 2020

A maior parte das florestas da Europa tem planos de gestão; por outro lado, existem planos de gestão para menos de 25 por cento das florestas em África e menos de 20 por cento na América do Sul. A área florestal sob planos de gestão está a aumentar em todas as regiões – globalmente, aumentou 233 milhões de hectares desde 2000, atingindo 2,05 mil milhões de hectares em 2020.
A certificação florestal é um sistema reconhecido mundialmente para incentivar a gestão florestal sustentável e garantir que os produtos florestais são derivados de florestas geridas de forma sustentável. Este é um procedimento voluntário no qual uma organização terceirizada e imparcial avalia a qualidade do manejo e da produção florestal em relação a um conjunto de critérios estabelecidos por uma agência de certificação governamental ou comercial.